# خاشيات
خاشيات أو بنات المطر (الاسم العلمي Trombidiidae)، فصيلة حشرات من رتبة خطميات الشكل. أجناسها وأنواعها عديدة ميعها صغيرة القد لا تكاد ترى، تركب مختلف أنواع النبات فتعيش على خلايا النسج النباتية التي  الإمارات والسعودية تقضي عليها ومن النسغ الذي تمتصه من الأعصاب والشرايين.